# Formica maculipennis
Espèce
Formica maculipennis est une espèce fossile de fourmi du genre Formica dans la tribu des Formicini.

## Classification
L'espèce Formica maculipennis est décrite en 1935 par le paléontologue français Nicolas Théobald,. 

### Fossiles
L'holotype de l'ère Cénozoïque, et de l'époque Miocène (23 à 5,3 Ma.) a été trouvé dans des randannites de la localité d'Auxillac dans la commune de La Canourgue, dans le département de la Lozèreet était conservé dans la collection de l'Institut de Géologie de Clermont-Ferrand.

### Citations
Cette espèce est citée en 1976 par Civet et, en 2012, par Bolton.

## Description

### Caractères
L'échantillon n'est qu'une aile de 5 mm de long et 2 mm de large. Sa couleur est brun-noir, avec une tache claire vers l'extrémité, tache qui s'étend entre la cellule discoïdale et le stigma, vers les bords de l'aile qui ont une étroite frange plus sombre. La nervation est très nette.

## Galerie
- Quelques images de l'espèce vivante Formica rufa.
- Formica rufa, ouvrière
- Formica rufa, ouvrière
- Formica rufa, ouvrière
- Formica rufa fourmilière
- Ouvrières dans leur fourmilière
- Ouvrière, sur mûrier
- Ouvrières, sur mûrier
- Ouvrières transportant un ver
- Dôme construit contre un tronc d'arbre

### Publication originale
- [1935] Louis Émile Piton et Nicolas Théobald, « La faune entomologique des gisements Mio-Pliocènes du Massif Central », Revue des Sciences Naturelles d'Auvergne, vol. 1, no 2,‎ 1935, p. 65-104, 5 planches (DOI 10.5281/ZENODO.25694). . Travail honoré du Prix Brunhes 1935 par la Faculté des Sciences de Clermont-Ferrand.